# کنوانگو کریک
کنوانگو کریک (به انگلیسی: Conewango Creek) رودخانهای است که در ایالات متحده آمریکا جریان دارد.